# Spiroverbindung
| Spiroverbindungen                                                                 |
| Spiro[4.5]decan                                                                   |
| 1,3,5-Triazaspiro[5.5]-undeca-1,3-dien, Beispiel für ein heterocyclisches Spiran. |
| Dispiro[4.2.5.2]pentadecan, Beispiel für ein Dispiran.                            |

Spiroverbindungen (Spirane von lateinisch spira = Windung, Brezel) sind eine Klasse polycyclischer organischer Verbindungen, deren Ringe nur an einem Atom verbunden sind. Die Ringe der Spiroverbindungen können sowohl identisch als auch verschieden sein. Das Atom, an dem die beiden Ringe verknüpft sind, wird Spiroatom genannt. Es kann ein Kohlenstoff-, aber auch ein Heteroatom sein. Die kleinste Spiroverbindung ist Spiropentan.
Sind mehrere Spiroatome in einem Molekül enthalten, spricht man von Dispiranen, Trispiranen usw.

## Nomenklatur von Spiroverbindungen
Allen Spiroverbindungen wird die Silbe Spiro vorangestellt, dann folgt in eckigen Klammern – [ ] – die Anzahl der Ringatome des kleineren und des größeren Ringes (ohne das Spiroatom mit zu zählen) und hinten der Name gemäß der Nomenklatur angehängt. Die Nummerierung beginnt mit einem dem Spiroatom benachbarten Atom des kleineren Ringes und setzt sich über den Ring bis zum Spiroatom fort. Beispiele:

1-Brom-3-chlor-spiro[4.5]decan-7-ol
Brückenlängenermittlung: 1-Brom-3-chlor-spiro[4.5]decan-7-ol
Positionen der Substituenten: 1-Brom-3-chlor-spiro[4.5]decan-7-ol

1-Brom-3-chlor-spiro[3.6]decan-7-ol
Brückenlängenermittlung: 1-Brom-3-chlor-spiro[3.6]decan-7-ol
Positionen der Substituenten: 1-Brom-3-chlor-spiro[3.6]decan-7-ol

## Chiralität
Einige Spiroverbindungen zeigen axiale Chiralität (ohne Chiralitätszentrum). Sie tritt bereits auf, wenn die beiden „Bügel“ am Spiroatom gleich sind, jedoch unterscheidbare Anfänge und Enden haben. Obwohl das Substitutionsmuster am Kohlenstoff C(AABB) lautet, ist die Verbindung C(A–B)2 chiral. Bei der Ermittlung der Konfiguration gemäß CIP-Regeln spielt die Frage der Priorität von A über B oder umgekehrt keine Rolle: Man erteile beliebig einem Rest (z. B. A) die höhere Priorität, sowie einem der beiden Bügel (z. B. 1 statt 2) eine leicht höhere Priorität und bestimme dann anhand der Prioritätsfolge A1 > A2 > B1 > B2 die Konfiguration (aR oder aS, a=axial); das Ergebnis ist unabhängig von den Zuteilungen.
In Fällen mit unterscheidbaren Bügeln (wie z. B. 1-Brom-3-chlor-spiro[4.5]decan-7-ol und 1-Brom-3-chlor-spiro[3.6]decan-7-ol weiter oben) wird nach klassischer Manier die Prioritätsfolge der vier verschiedenen Reste und daraus die Konfiguration ermittelt.
Ist das Spiroatom kein Chiralitätszentrum, die Verbindung jedoch trotzdem chiral, so liegt eine Chiralitätsachse vor, die durch das zentrale Spiroatom geht.